# Tryptyk z Ciećmierza
Tryptyk z Ciećmierza – gotyckie retabulum poświęcone Najświętszej Marii Pannie, znajdujące się obecnie w katedrze św. Jakuba w Szczecinie. Datowane na lata 1380–1390. Cenny przykład XIV-wiecznego ołtarza szafiastego, wykonanego przez nieznanego snycerza. Ze względu na opracowanie rzeźby ołtarz zaliczany jest do kręgu Madonn na Lwach.  
Ołtarz pochodzi z kościoła w Cerkwicy. Do Ciećmierza koło Kamienia Pomorskiego został przeniesiony w XVII w. (po 1607 lub ok. 1681). Do 1939 umieszczony był na nim, zapewne wtórnie, krucyfiks. Poza tym widoczne były ubytki rzeźbiarskie – brakowało baldachimu nad postacią św. Agnieszki, przedniego odcinka baldachimu nad grupą Triumfu oraz bocznego odcinka nad sceną Pokłonu. Rzeźby pokryte były grubą warstwą przemalowań. Stan ołtarza został określony jako zły. Obiekt poddano renowacji w 1980.  
Ołtarz jest tryptykiem składającym się z korpusu oraz pary skrzydeł ruchomych, w których umieszczone są drewniane rzeźby. W całości zachowano jednolity podział na dwie strefy (oprócz środkowej części korpusu, gdzie górna strefa jest wyższa od dolnej). Korpus jest podzielony na trzy osi pionowe; najszerszą – środkową – flankują dwie węższe. Do dziś nie zachowała się predella. Poszczególne sceny ołtarza tworzą wyszukany program ikonograficzny. W centrum umieszczono scenę Triumfu Marii, poniżej zaś Pokłon Trzech Króli. W pierwszej z nich Chrystus udziela błogosławieństwa Marii, w drugiej Trzej Królowie składają hołd i dary (mirra, kadzidło i złoto) Dzieciątku Jezus, które siedzi na kolanach Marii. W czterech bocznych kwaterach korpusu znajdują się wizerunki Czterech Świętych Dziewic trzymających atrybuty: Agnieszki (z barankiem) i Katarzyny (z kołem i mieczem) oraz Barbary (z wieżą) i Doroty (z koszyczkiem róż). Na skrzydłach bocznych Kolegium Apostolskie. Trzymający atrybuty i banderole apostołowie zostali podzieleni na cztery grupy.   

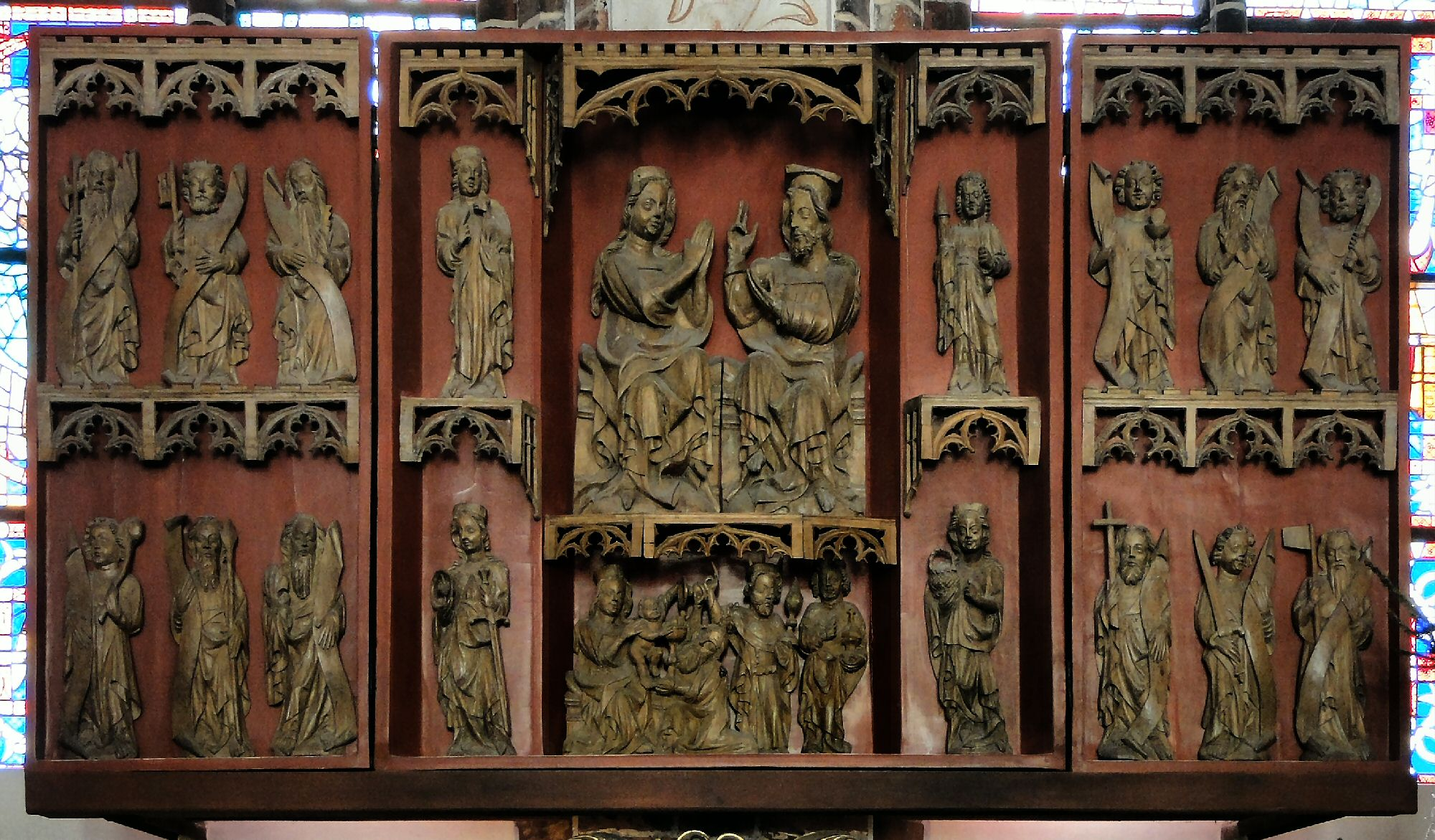
Gotycki tryptyk z Ciećmierza. Obecnie w katedrze św. Jakuba w Szczecinie

Jednolity podział horyzontalny ołtarza został naruszony w części środkowej, gdzie wyeksponowana została scena o charakterze reprezentacyjnym, ukazująca Triumf Marii. Scena ta jest zaczerpnięta z apokryficznego wątku o życiu pośmiertnym Marii. Następuje ona po wniebowstąpieniu i akcie koronacji Marii przez Chrystusa. Siedząca na tronie Maria zwraca się do ukoronowanego Jezusa, który błogosławi swoją matkę, stającą się Królową Niebios, a jednocześnie mistyczną Oblubienicą i symboliczną Eklezją. Poprzedzająca Triumf koronacja Marii była jednocześnie mistycznymi zaślubinami Chrystusa z Kościołem. Aspekt królewski uwzględniony został poniżej, w przedstawieniu Pokłonu Trzech Króli. Cztery Święte Dziewice (łac. Virgines Capitales) w XIV wieku cieszyły się szczególnym kultem, co poświadczają zapiski o nabożeństwach (łac. missa de sanctis quattor capitalibus virginibus). Dwunastoosobowe Kolegium Apostolskie tworzy kolejny zamknięty zespół prezentacyjny. Tworzy go jedenastu powołanych przez Jezusa apostołów oraz święty Paweł, przez co został wyeksponowany nie historyczny (według Dziejów Apostolskich na miejsce Judasza powołano Macieja), lecz teologiczny aspekt. Symbolika Kolegium Apostolskiego odnosi się do misji Kościoła, mającej na celu rozpowszechnianie i umacnianie prawd wiary. Na banderolach znajdowały się teksty tworzące Credo Apostolorum, co jest aluzją do nauki Kościoła o prawdach wiary. 
Na zależność ołtarza od kręgu Madonn na Lwach wskazywali już Erich Wiese wraz z Heinzem Braune oraz Karl Heinz Clasen, ten ostatni określił ołtarz jako import z pruskiego kręgu warsztatowego Madonn na Lwach, datując go na rok ok. 1400. Nowsze badania Białłowicz-Krygierowej na podstawie szczegółów kostiumologicznych ustaliły datację na lata ok. 1380–1390.